# Patto di sangue (film 1993)
Patto di sangue (Blood In Blood Out, conosciuto anche come Bound by Honor e Blood In Blood Out: Bound By Honor) è un film del 1993 diretto da Taylor Hackford.

## Trama
Miklo è un giovane ragazzo quasi diciottenne figlio di un acido imprenditore edile e di una donna messicana, dopo una brutta esperienza di lavoro nell'edilizia con il padre e con qualche guaio giudiziario, decide di tornare a Los Angeles est.
Tra scorribande e bravate con i Los Vatos Locos, gang del quartiere di amici e familiari, Miklo finisce di nuovo nei guai.
Per lui si apriranno le porte del Carcere di San Quintino.
La storia inoltre si dividerà su vicende personali legate ai familiari di Miklo, tra tradimenti, ripensamenti e riappacificazioni.

## Riconoscimenti
- 1993 - Tokyo International Film Festival
  - Premio per il miglior regista